# Kejser Maximilians æresport
Kejser Maximilians æresport blev udført i 1515 af Albrecht Dürer på bestilling af kejser Maximilian.  Værket er fyldt med talrige figurer og symboler, der tjener det formål at promovere kejseren og  understrege hans ret til tronen i Det tysk-romerske Rige. Værket er sammensat af 36 store  træsnit trykt af 195 træblokke og måler 350 x 300 cm.

## Massekommunikation
Albrecht Dürer skulle skabe en æresport, der skulle indgå i et storstilet propagandaprojekt: Træsnittene blev sendt ud til allierede i hele Europa for at vise kejserens magt for så mange som muligt.
Man ser kejseren omgivet af symboler på talrige dyder og talenter: en trane, som holder en sten i kloen: kejserens årvågenhed; og Cæsar, som Maximilian gerne ville  associeres  med.